# Polaria
El Polaria es el acuario más septentrional del mundo. Se encuentra ubicado en Tromsø, en el norte de Noruega.
En lugar de un acuario principalmente científico, tal como el de Bergen, en la región central de Noruega, Polaria, que abrió sus puertas en mayo de 1998, está diseñado para ser una experiencia educativa, con especial énfasis en las exhibiciones para los niños.
La mayoría de lo presentado se centra en las islas del norte de Svalbard. Hay un cine panorámico con cinco exhibiciones, el área "Camino ártico" que contiene equipos de exploración polar, animales de peluche y permafrost simulado, el acuario convencional mostrando la vida marina local, así como tanques abiertos que contienen animales costeros, peces bebé  y otros objetos expuestos a los niños. La atracción principal es la instalación de focas barbudas.